# Bourail
Bourail (in ajië: Bu Rhaï) è un comune della Nuova Caledonia di 4.779 abitanti nella Provincia del Sud.